# Bithyniella
Bithyniella é um género de besouro pertencente à família Leiodidae.
Espécies:
- Bithyniella strinatii (Jeannel, 1955)
- Bithyniella viti (Rampini & Zoia, 1991)